# Martin Lohmann

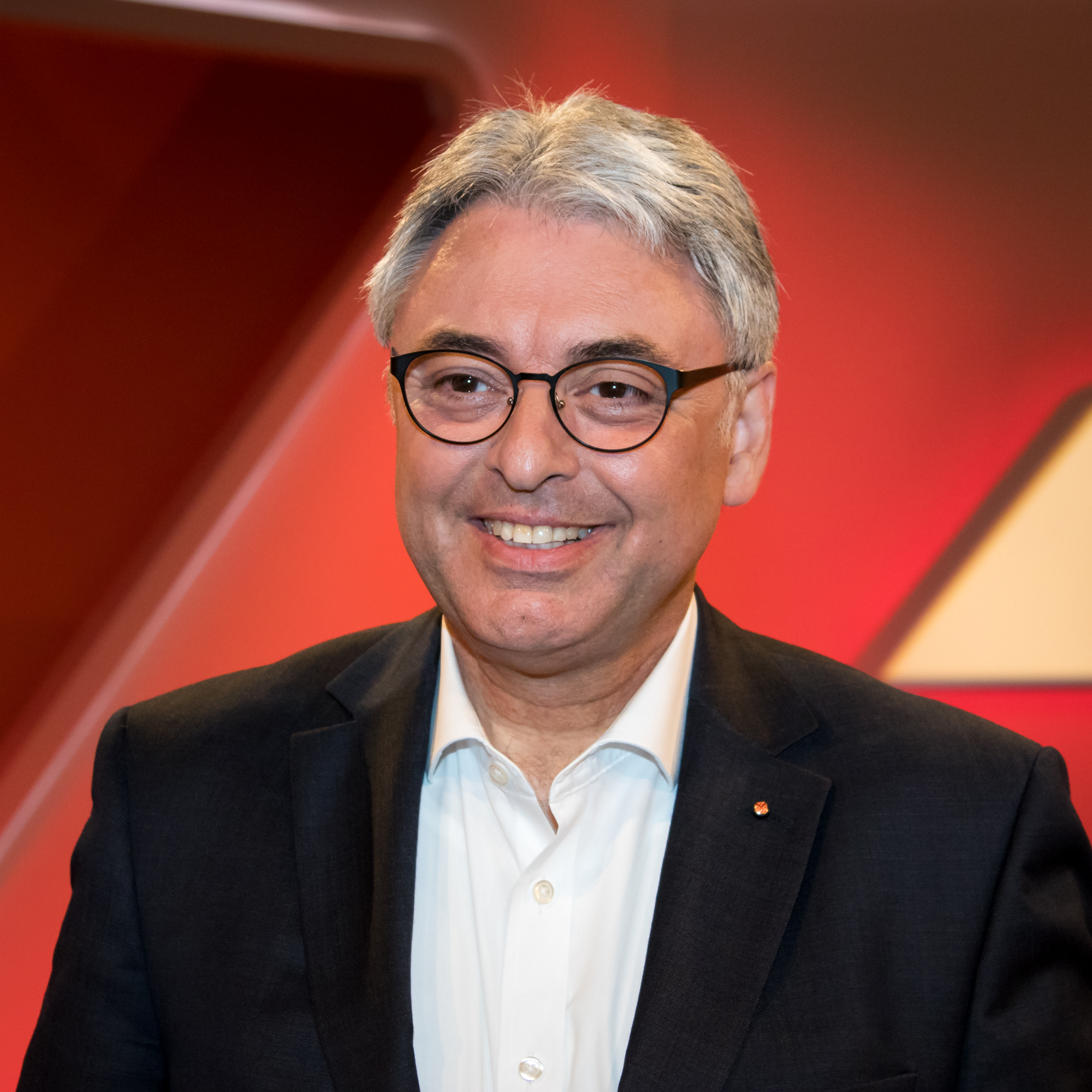
Martin Lohmann (2017)

Martin Lohmann (* 14. März 1957 in Bonn) ist ein deutscher katholischer Publizist und Journalist.

## Leben

### Ausbildung
Martin Lohmann wuchs im Rheinland auf und bestand 1976 das Abitur am jesuitischen Aloisiuskolleg in Bad Godesberg. An der Rheinischen Friedrich-Wilhelms-Universität Bonn studierte er Geschichte, Katholische Theologie, Philosophie und Erziehungswissenschaften. 1983 legte er die Examen in Geschichte und Theologie ab. Als Student war er im Historischen Seminar bei Konrad Repgen und in der Vereinigung zur Erforschung der Neueren Geschichte e. V. in Bonn tätig.

### Berufliche Tätigkeit
Von 1983 bis 1987 war Lohmann stellvertretender Bundesgeschäftsführer des Bundes Katholischer Unternehmer (BKU). 1987 trat er in die Redaktion des Rheinischen Merkurs ein und wurde später Ressortleiter von Christ und Welt. Von 1994 bis 1997 war er dort stellvertretender Chefredakteur. Von 1998 bis 2004 war er Chefredakteur der Rhein-Zeitung, von 1996 bis 2002 Moderator der Münchner Runde, einer politischen Live-Talkshow des Bayerischen Rundfunks. 2002 gründete er zusammen mit Lothar Roos die Joseph-Höffner-Gesellschaft und war bis 2010 deren 2. Vorsitzender. Seit 2005 arbeitet er als freier Journalist. Seit 2007 ist er Kolumnist bei Bild.
Ab 2006 hatte er als Dozent für Medienethik einen Lehrauftrag an der Macromedia Hochschule der Medien am Standort Köln. Im Februar 2013 erklärte die Hochschule, dass sie Lohmann nach umstrittenen Äußerungen zu Homosexualität und Schwangerschaftsabbrüchen (siehe unten) nicht mehr als Dozent beschäftigen würde. Die Arbeit im ehrenamtlichen Kuratorium der Hochschule hat er selbst beendet.
Im Juli 2010 übernahm Lohmann die Verlagsleitung des J. P. Bachem Verlages in Köln. Am 1. Oktober 2012 wurde er Chefredakteur des privaten katholischen Fernsehsenders K-TV. Dieses Vertragsverhältnis wurde zum Jahresende 2014 gekündigt und die Redaktion des Senders aufgelöst. Lohmann sitzt zudem im Redaktionsbeirat der Zeitschrift Die Neue Ordnung. Von September 2009 bis April 2017 war er Bundesvorsitzender des Bundesverbands Lebensrecht. Er ist Mitarbeiter der rechtskatholischen Zeitung Die Tagespost.

### Parteimitgliedschaft
Ab 1972 war Lohmann CDU-Mitglied.
Lohmann war Mitbegründer des Kardinal-Höffner-Kreises, eines Zusammenschlusses christlicher Unionsmitglieder. Er war Sprecher des am 15. November 2009 gegründeten Arbeitskreises Engagierter Katholiken in der CDU (AEK) und im Frühjahr 2010 als Erstunterzeichner des Manifestes gegen den Linkstrend der „Aktion Linkstrend stoppen“ beigetreten.
Am 19. September 2013 gab er seinen Austritt aus der CDU bekannt. Als Grund für diesen Schritt gab er an, dass „so gut wie alle wesentlichen Kernpunkte, die das ‚C‘ mit seiner einzigartigen Herausforderung ausmach[t]en“, in den vergangenen Jahren „von der Parteiführung der CDU vernachlässigt oder faktisch ausgehöhlt worden“ seien. Die Machtpolitik der CDU ginge auf Kosten der Inhalte. Er ist Beisitzer im Vorstand des Vereins Werteunion.
Seit dem 17. Februar 2024 war Lohmann Sprecher der am selben Tag neugegründeten Partei Werteunion. Am 5. April meldete die Zeitschrift Tichys Einblick in ihrer Online-Ausgabe, Lohmann habe mitgeteilt, dass er die Tätigkeit als Sprecher der Werteunion-Partei niedergelegt hat. Am 23. September 2024 trat er schließlich aus der Partei aus.

### Positionen und öffentliche Auftritte
Lohmann ist Gegner von Schwangerschaftsabbrüchen. In der Talkshow Günther Jauch vom 3. Februar 2013, in der es um katholische Krankenhäuser ging, die einem Vergewaltigungsopfer keine Pille danach verschreiben wollten, vertrat er zudem die Ansicht, dass bei einer Vergewaltigung die sogenannte Pille danach gemäß katholischer Ansicht nicht erlaubt sei; zulässig sei lediglich eine Pille, die nur die Befruchtung verhindere, aber eine bereits befruchtete Eizelle unversehrt lasse. Zum Selbstbestimmungsrecht der Frau in dieser Frage sagte er, die „Sache mit der Selbstentscheidung der Frau“ sei „ja vielschichtig“, da er neben der Mutter auch den Embryo bzw. Fötus als lebenden Menschen betrachte. Auf die Frage, ob dies auch bei einer Vergewaltigung der eigenen Tochter so gelte, sagte er, dass er ihr helfen würde, „mit ihrem Schicksal klar zu kommen“. In einem Interview mit dem Focus einige Tage später bekräftigte Lohmann, dass die Äußerungen in der Talkrunde „richtig und absolut katholisch“ gewesen seien, äußerte allerdings selbstkritisch, dass er sein „Verständnis für andere, erst recht, wenn sie in Not sind“, deutlicher hätte zeigen sollen. Jauchs Frage nach seiner Tochter bezeichnete er als „übergriffig“, sie sei ein „mehr als grenzwertiger Eingriff in die Privatsphäre“.
Im Dezember 2012 war Lohmann Gast in der ARD-Sendung hart aber fair. In der Diskussion verteidigte er die „christliche Ehe“ und begründete seine Ablehnung der „gelebten Homosexualität“, der Einführung der sogenannten Homo-Ehe und des vollen Adoptionsrechtes für eingetragene Lebenspartnerschaften. Am 12. Dezember 2012 wurde mittels anonymer E-Mail gedroht, ihn mit dem HI-Virus zu infizieren, worauf er Anzeige gegen unbekannt erstattete.
Nach starker Kritik an Erzbischof Rainer Maria Woelki aufgrund dessen zögerlicher Aufarbeitung des sexuellen Missbrauchs im Erzbistum Köln initiierte Lohmann am 5. Februar 2021 eine Online-Petition mit dem Titel Für Recht und Gerechtigkeit, Fairness und einen respektvollen Umgang miteinander in unserer Kirche. Diese setzt sich für einen „gerechten Umgang mit Fakten und der Person des Kardinals“ ein und argumentiert, Erzbischof Woelki habe mehr Solidarität und Loyalität, aber auch Respekt und Fairness verdient, als er sie in diesen Tagen zuweilen erfahren habe.

### Privates
Lohmann ist verheiratet und hat eine Tochter.
Er engagiert sich für zahlreiche Sozialprojekte im Heiligen Land. 2001 wurde er vom Kardinal-Großmeister Carlo Kardinal Furno zum Ritter des Ritterordens vom Heiligen Grab zu Jerusalem ernannt und am 12. Mai 2001 im St.-Paulus-Dom in Münster durch Anton Schlembach, Großprior der deutschen Statthalterei, in den Orden investiert. Er ist Mitglied im Deutschen Verein vom Heiligen Lande.
Lohmann engagiert sich seit 1996 in verschiedenen Rotary Clubs und war bis 2013 Mitglied im Rotary Club Bornheim (Rheinland).

## Ehrungen und Auszeichnungen
- 1993: Lebensschutzpreis der Stiftung „Ja zum Leben“
- 2002: Auszeichnung der Erlanger Medientage für besonders unabhängigen und mutigen Journalismus
- 2002: Verleihung des Goldenen Ehrenzeichens für Verdienste um die Republik Österreich[25]
- 2014: Aufnahme in die in Rom ansässigen katholischen Studentenverbindung Capitolina im CV
- 2014: Aufnahme in die Bruderschaft von Santa Maria dell’Anima („Animabruderschaft“)

## Veröffentlichungen (Auswahl)
- Maximum. Wie der Papst Deutschland verändert, Gütersloh (GVH) 2007
- Etikettenschwindel Familienpolitik. Ein Zwischenruf für mehr Bürgerfreiheit und das Ende der Bevormundung, Gütersloh (GVH) 2008
- Das Kreuz mit dem C. Wie christlich ist die Union?, Kevelaer (Butzon und Bercker) 2009
- Perlenschnur und Rosenkranz, Kevelaer (Patris) 2009
- Zusammen mit Georg Gänswein: Katholisch. Wissen aus erster Hand, Rheinbach (CMZ) / Freiburg (Herder) 2010
- Ganz einfach heilig – Cesar Ortiz erzählt über seinen heiligen Freund Josemaría Escrivá, Kißlegg (Christiana) 2014
- Mensch Marx. Der Kardinal im Porträt. Eine Biografie des Erzbischofs Reinhard Marx, Herder Freiburg im Breisgau 2014, ISBN 978-3-451-31266-3. (Aktualisierte und erweiterte Neuausgabe; die Erstausgabe erschien 2008)
- Georg Michael Wittmann. Bischof, Seelsorger und Reformer, Regensburg: Pustet 2019, ISBN 978-3-7917-3038-7
- mit Gerhard Ludwig Kardinal Müller: Wahrheit. Die DNA der Kirche. Ein Gespräch. fe-Medienverlag, Kißlegg 2020, ISBN 978-3-86357-277-8